# Dritte Wahl

Schriftzug des Bandnamens

Dritte Wahl ist eine deutschsprachige Rock- und Punkband aus Rostock.

## Bandgeschichte
Die Rostocker Punkband Dritte Wahl (auch: 3. Wahl) trat zum ersten Mal 1988 auf. In Ur-Besetzung spielten sie mit Marko „Busch’n“ Busch als Frontmann und Toralf „Holm“ Bornhöft am Bass, der die Band aber 1991 verließ. In der Trio-Besetzung mit Busch’n (Gesang, Bass), Gunnar Schroeder (Gitarre, Gesang) und Jörn „Krel“ Schroeder (Gesang, Schlagzeug) erlangten sie deutschlandweite Bekanntheit und beachtliche Erfolge in der deutschen Punkszene.
Dritte Wahl spielen Deutschpunk mit deutlichen Metal-Einflüssen und singen sehr direkte, politisch-kämpferische, linke Texte, für die es zu DDR-Zeiten die damals üblichen staatlichen Repressionen gab.
Mit ihrem Song Macht die Augen auf nahmen sie kritisch zu den Ausschreitungen in Rostock-Lichtenhagen im Jahr 1992 Stellung. Das Lied Mainzer Straße behandelt die Räumung der Mainzer Straße in Berlin im Jahr 1990. Bad K. handelt von den umstrittenen Umständen des Todes von Wolfgang Grams.
1998 gründete die Band ein eigenes Label mit dem Namen Rausch Records, das später in Dritte Wahl Records umbenannt wurde. Auf diesem erschienen seitdem alle Veröffentlichungen der Band. Es existieren heute zehn offizielle Studio-Alben sowie drei Live- bzw. drei Compilation-CDs und vier Live-Videos/DVDs.
Am 17. Januar 2005 verstarb Busch’n im Alter von 35 Jahren an Magenkrebs. Die verbliebenen Mitglieder wollten die Band nicht auflösen, sondern ihre Karriere fortsetzen; dies war auch ein ausdrücklicher Wunsch von Busch’n. Seit dem 19. April 2005 spielt nun Stefan Ladwig, der zuvor bei den Crushing Caspars Gitarrist war, den Bass.
Zu ihrem 25. Bandjubiläum wurde im September 2013 das Tributalbum 25 Jahre – 25 Bands auf CD und Doppel-LP veröffentlicht. Hierauf covern 25 Bands aus verschiedenen Genres wie z. B. In Extremo, Dödelhaie, Rasta Knast, Heaven Shall Burn, Der dicke Polizist, Killerpilze und Wilde Zeiten bekannte Lieder der Rostocker.
Am 31. Januar 2015 veröffentlichte die Band ihr neuntes Studioalbum Geblitzdingst, das als erster Dritte-Wahl-Tonträger in die deutschen Album-Charts einstieg. Als neues viertes Mitglied wurde Holger H., der Schlagzeuger der Münsteraner Punkband Daddy Longleg, als Gitarrist und Keyboarder engagiert. Am 1. September 2017 erschien das Album 10, das Platz 12 der deutschen Albencharts erreichte. Am 18. September 2020 erschien dann das Album 3D, das Platz 6 der deutschen Albencharts erreichte.
Am 15. Dezember 2023 wurde das Album Urlaub in der Bredouille veröffentlicht, mit dem die Band zusammen mit Knorkator auf eine kleine Tour durch vier Städte geht. Der Release des Albums wird an zwei Tagen im Rostocker M.A.U. Club in Rostock gefeiert. Es stieg am 22. Dezember 2023 in die deutschen Verkaufscharts auf Platz 5 ein.

## Galerie

Dritte Wahl, live beim With Full Force 2018
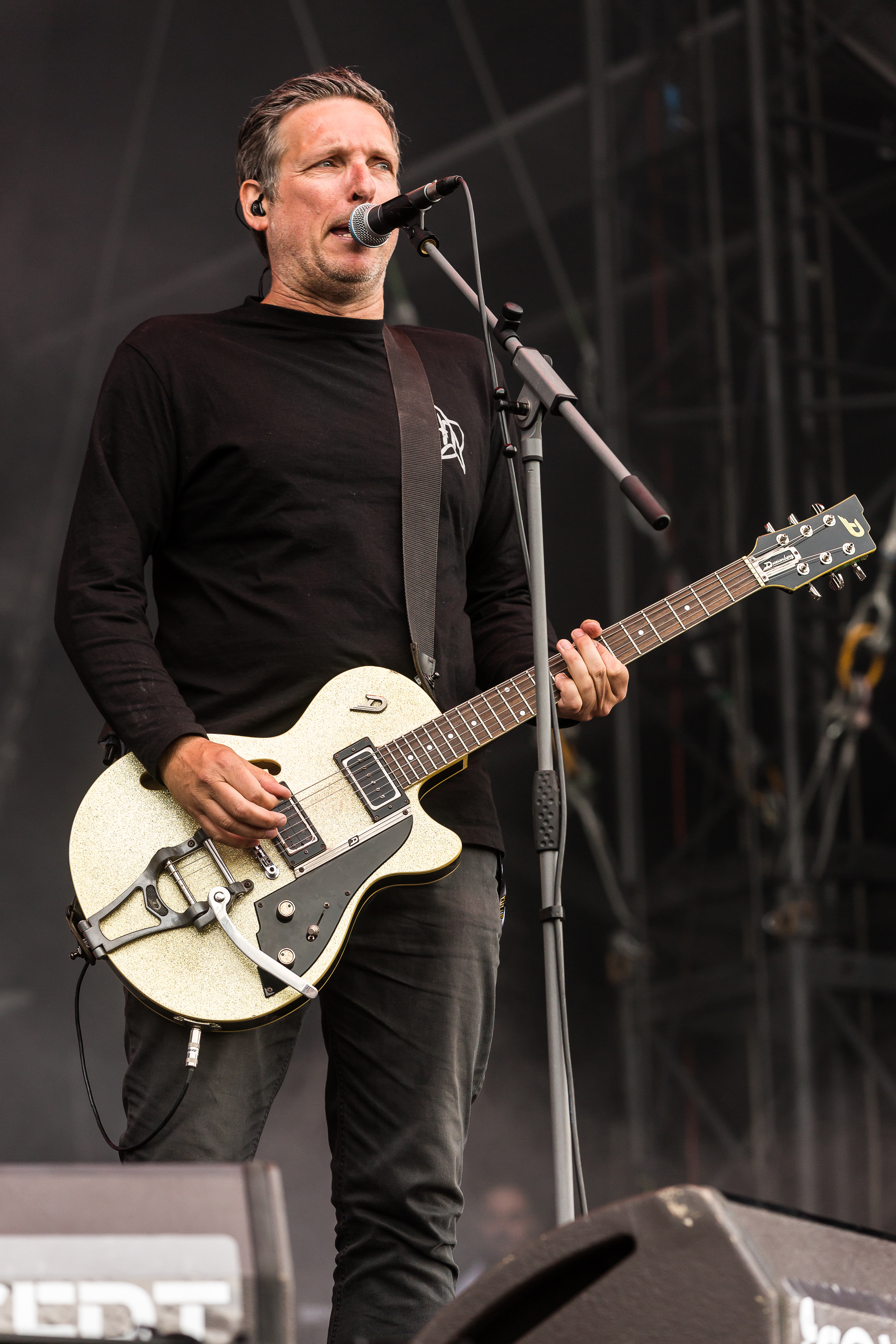
Sänger Gunnar Schroeder
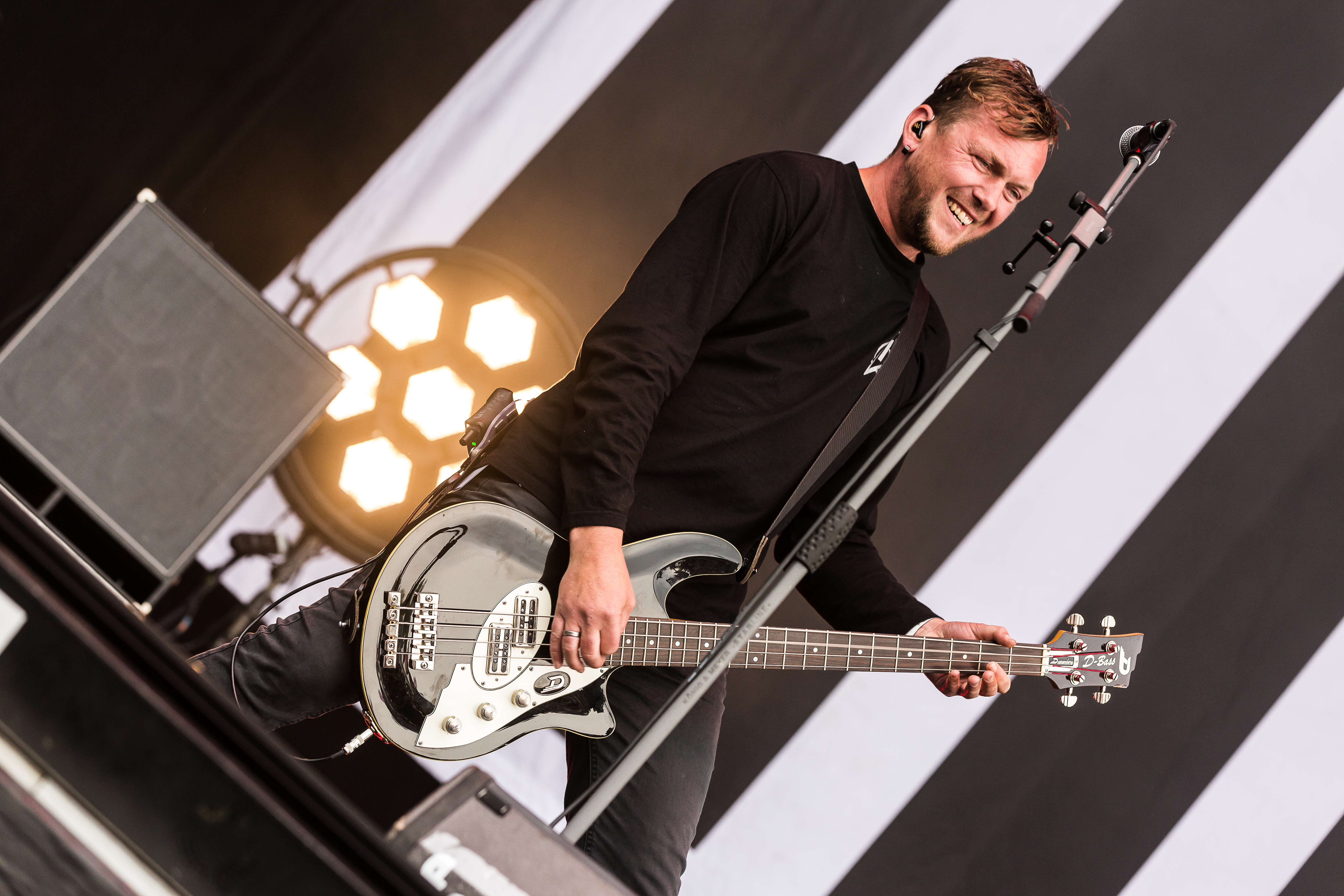
Bassist Stefan Ladwig
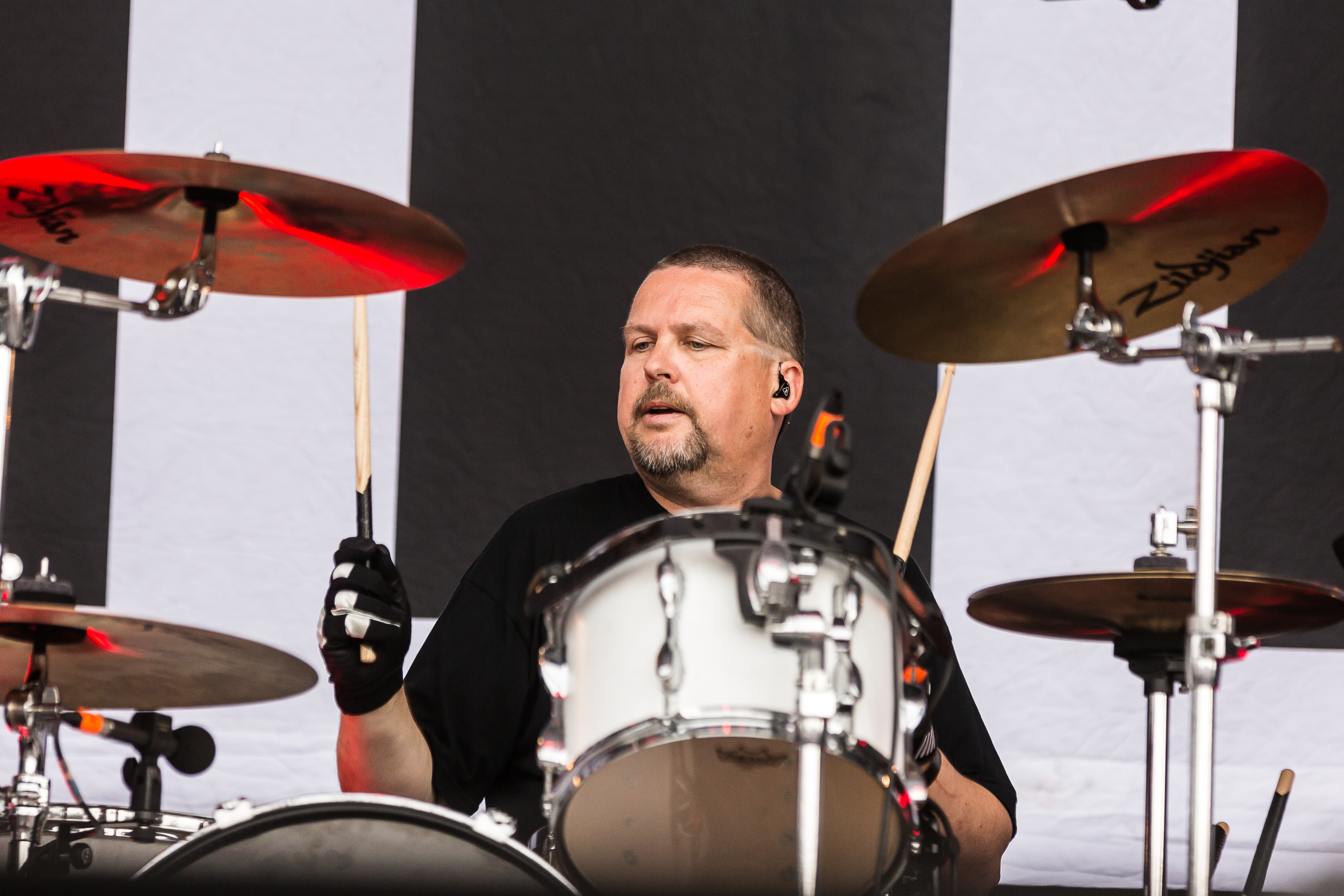
Schlagzeuger Jörn „Krel“ Schroeder
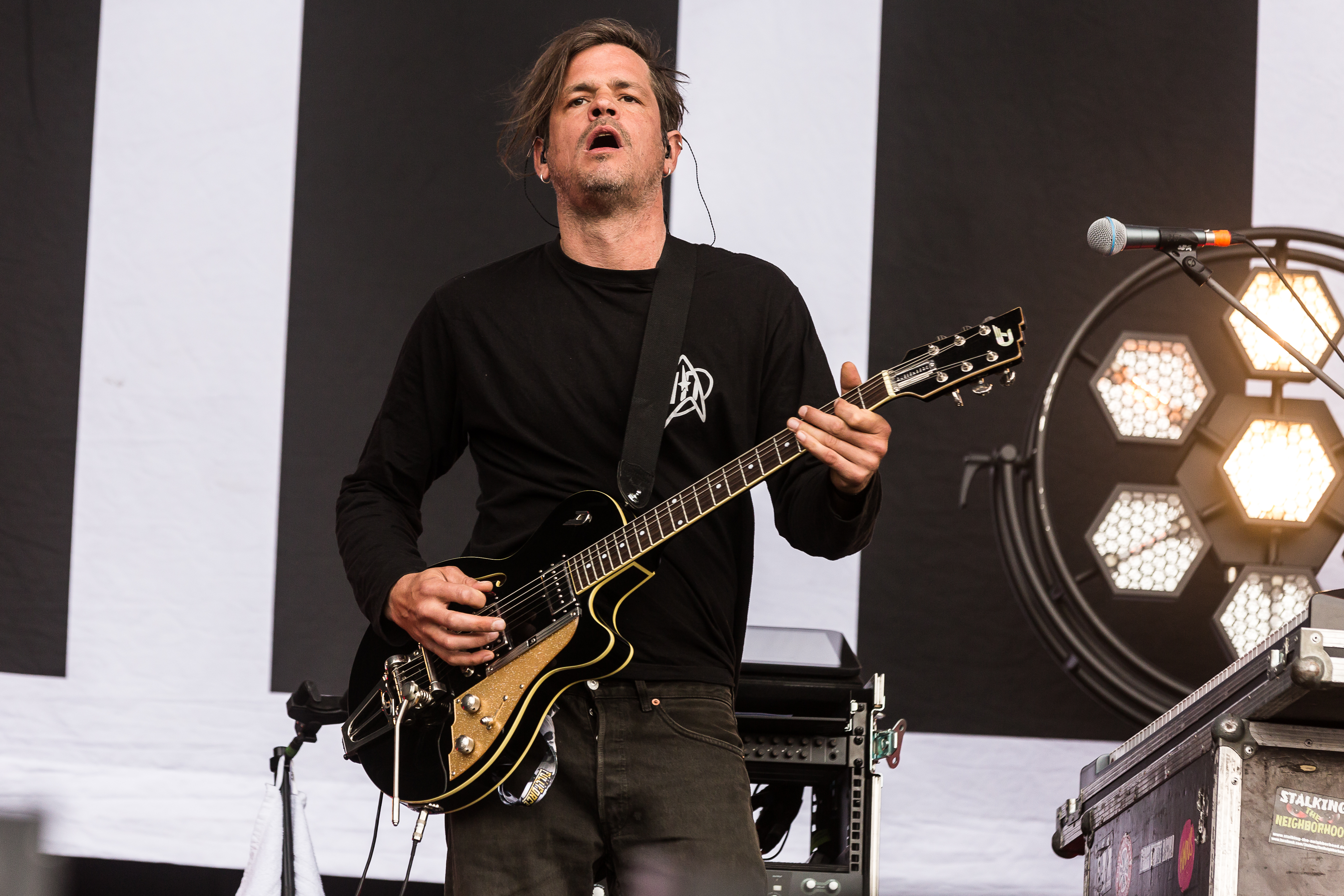
Gitarrist und Keyboarder Holger H.

## Diskografie

### Alben
Studioalben
- 1992: Fasching in Bonn, CD/LP
- 1994: Auge um Auge, CD/LP
- 1996: Nimm drei, CD/LP
- 1998: Strahlen, CD/LP
- 1999: Delikat (11 Jahre Bühnenjubiläum ’88–’99), CD/LP
- 2001: Halt mich fest, CD/LP
- 2005: Fortschritt, CD/LP, mit Tatjana Besson
- 2010: Gib Acht!, CD/LP
- 2015: Geblitzdingst, CD/LP
- 2017: 10, CD/LP
- 2020: 3D, CD/LP
- 2023: Urlaub in der Bredouille, CD/LP/MC

Livealben/Kompilationen
- 2002: Roggen Roll (live beim Mühlenfest Altkalen), CD/LP
- 2003: Meer Roggen Roll (live beim Mühlenfest Altkalen), CD/LP
- 2003: Die sonderbare Tape-CD (Demo-Wiederveröffentlichung), CD
- 2004: Tooth for tooth (Best of mit neu eingespielten Songs und englischen Texten), CD/LP
- 2007: Singles (Compilation mit B-Seiten u. ä.), CD/LP
- 2009: 20 Jahre – 20 Songs (live), CD/LP
- 2021: Meer Singles (Compilation mit B-Seiten u. ä.), CD/LP
- 2022: Mehr Meer Roggen Roll (live beim Mühlenfest Altkalen) (enthält die beiden Alben Roggen Roll und Meer Roggen Roll), CD/LP/MC

### Singles
- 1995: Dritte Wahl / Dödelhaie, Split-CD/10″ (mit den Dödelhaien)
- 1998: Hallo Erde, 7″
- 2000: Heimspiel, CD-EP (unter dem Namen Kollektiv Hein Butt)
- 2001: Und jetzt?, MCD/10″
- 2005: Willst du?, Promo MCD
- 2014: Dritte Wahl / Farben Lehre, Split 7″ (mit Farben Lehre)
- 2017: Dritte Wahl / Zona 84, Split 7″ (mit Zona 84)
- 2017: Zum Licht empor, 12″
- 2018: Der große Tag, MCD/10″ (feat. Sondaschule)
- 2020: Was zur Hölle...?!, 7"
- 2020: Brennt alles nieder, 7"
- 2021: Abends halb zehn, 7"
- 2021: Ali Baba, 7"
- 2022: Das regelt der Markt, 7"
- 2023: Wir schießen die Milliardäre ins All, 7"
- 2023: Der Spion, 7"

### Sonstige
Videoalben
- 1996: 1996 – Das Video zum aktuellen Album, VHS
- 2002: Roggen Roll (live beim Mühlenfest Altkalen), VHS
- 2006: Dreilive, DVD
- 2008: 20 Jahre – Kinder, wie die Zeit vergeht!, DVD

Musikvideos
- 2010: Ich bin’s (inoffiziell)
- 2010: Morgen schon weg (inoffiziell)
- 2014: Der Schatten
- 2017: Scotty
- 2017: Der Himmel über uns
- 2017: Zum Licht empor
- 2018: Runde um Runde
- 2018: Der große Tag (feat. Sondaschule)
- 2020: Was zur Hölle...?!
- 2020: Zusammen
- 2020: Zur See
- 2020: Brennt alles nieder
- 2021: Abends halb zehn
- 2022: Mit jedem Kilometer (feat. SOAB)
- 2022: Das regelt der Markt
- 2023: Wir schießen die Milliardäre ins All
- 2023: Keine Zeit für weiße Fahnen
- 2023: Der Spion (feat. 100 Kilo Herz)
- 2023: Panama

Demo-Tapes
- 1991: Raff dich auf, Demo Tape
- 1992: Rari Tape, Demo Tape mit verschiedenen Aufnahmen z. B. mit Holm

Wiederveröffentlichungen
- 2012: Fasching in Bonn – Remastered, CD/LP
- 2012: Auge um Auge – Remastered, CD/LP
- 2012: Nimm drei – Remastered, CD/LP

Extras
- Wenn man schon ein Schiff hat, Dokumentarfilm mit Filmmusik von Dritte Wahl
- 2013: 25 Jahre-25 Bands (Tributsampler), CD/LP